# 김동렬 (논객)
김동렬(金東烈, 1965년 ~ )은 정치포털 서프라이즈에서 활동했던 인터넷 논객이다.

## 생애
1994년부터 인터넷 PC 통신 상에서 활동하면서 이름을 알리기 시작하였으며, 2002년 11월 14일 서영석, 변희재, 장신기, 공희준, 최기수, 최용식 등과 함께 정치비평 전문매체 서프라이즈(www.seoprise.com) 창설멤버로 활동하였다. 그 해 있었던 대한민국 16대 대통령 선거에서 노무현 후보의 대통령 당선에 기여했으며 한 때 서프라이즈 대표를 맡기도 했다.
2015년 기준으로 웹사이트 '구조론 연구소'와 연구모임 '구조론 아카데미'를 이끌고 있으며, 저술 활동도 하고 있다. 저서로는 《깨달음을 그리다》, 《구조》, 《소통지능》, 《마음의 구조》, 《세상은 마이너스다》, 《이기는 법》, 《달이 뜨다》, 《돈오》, 《생각연구》,《창의하는 방법》,《의사결정학》,《쉬운 구조론》등이 있다.